# Krokgöl (Asa socken, Småland)
Krokgöl är en sjö i Växjö kommun i Småland och ingår i Mörrumsåns huvudavrinningsområde.